# Le Lion (téléfilm)
Pour les articles homonymes, voir Lion (homonymie).
Pour plus de détails, voir Fiche technique et Distribution.
Le Lion est un téléfilm français, réalisé par José Pinheiro en 2003. Il s'agit d'une adaptation du roman éponyme de Joseph Kessel.

## Synopsis
L'histoire d'une jeune fille, Patricia, élevée en Afrique par son père, qui lui fait partager sa passion pour la faune africaine, s'attache à un lionceau qu'elle a recueilli, soigné et nourri, et qui deviendra le seigneur du parc.

## Fiche technique
- Réalisation : José Pinheiro
- Scénario : Philippe Setbon, d'après Le Lion de Joseph Kessel
- Sociétés de production : France 2, Image et Compagnie, Eôs Films, GMT Productions
- Musique : Serge Perathoner et Jannick Top
- Montage : Marion Dartigues
- Image : Giulio Biccari, Willy Stassen
- Genre : Aventures
- Durée : 105 minutes
- Pays d'origine : France
- Langue : Français
- Première diffusion :
  - France : 25 décembre 2003 sur France 2
  - Suisse : 19 décembre 2003
  - Italie : 24 décembre 2004

## Distribution
- Alain Delon : John Bullit
- Anouchka Delon : Patricia Bullit
- Ornella Muti : Sybil Bullit
- Heino Ferch : Julien Keller
- Putla Sehlapelo : Oriounga
- Ernest Ndhlovu : Kihoro